# Les Rayons Röntgen
Les Rayons Röntgen či Les Rayons X byl francouzský němý film z roku 1898. Režisérem byl Georges Méliès (1861–1938). Film trval zhruba minutu a je považován za ztracený. Délka filmu je udávána na 20 metrů. Film zachycoval vědce, jak z pacienta pomocí rentgenového záření extrahoval kostru, která se následně začala hýbat a dohadovat s vědcem.
Méliès se pravděpodobně nechal inspirovat o rok starším snímkem The X-Rays od George Alberta Smithe. Samo rentgenové záření bylo objeveno teprve v roce 1895 Wilhelmem Conradem Röntgenem. Spekulace o jeho vedlejších účincích daly průchod fantaziím, které posloužily k filmovým námětům.